# NGC 4634
NGC 4634是一個側面面對地球的棒旋星系，距離地球約7000萬光年，在天球上位於后髮座。NGC 4634由天文學家威廉·赫歇爾發現於1787年1月14日。NGC 4634正與螺旋星系NGC 4633產生重力交互作用中，並且兩者都是室女座星系團成員。